# St. Antonius (Düsseldorf-Hassels)

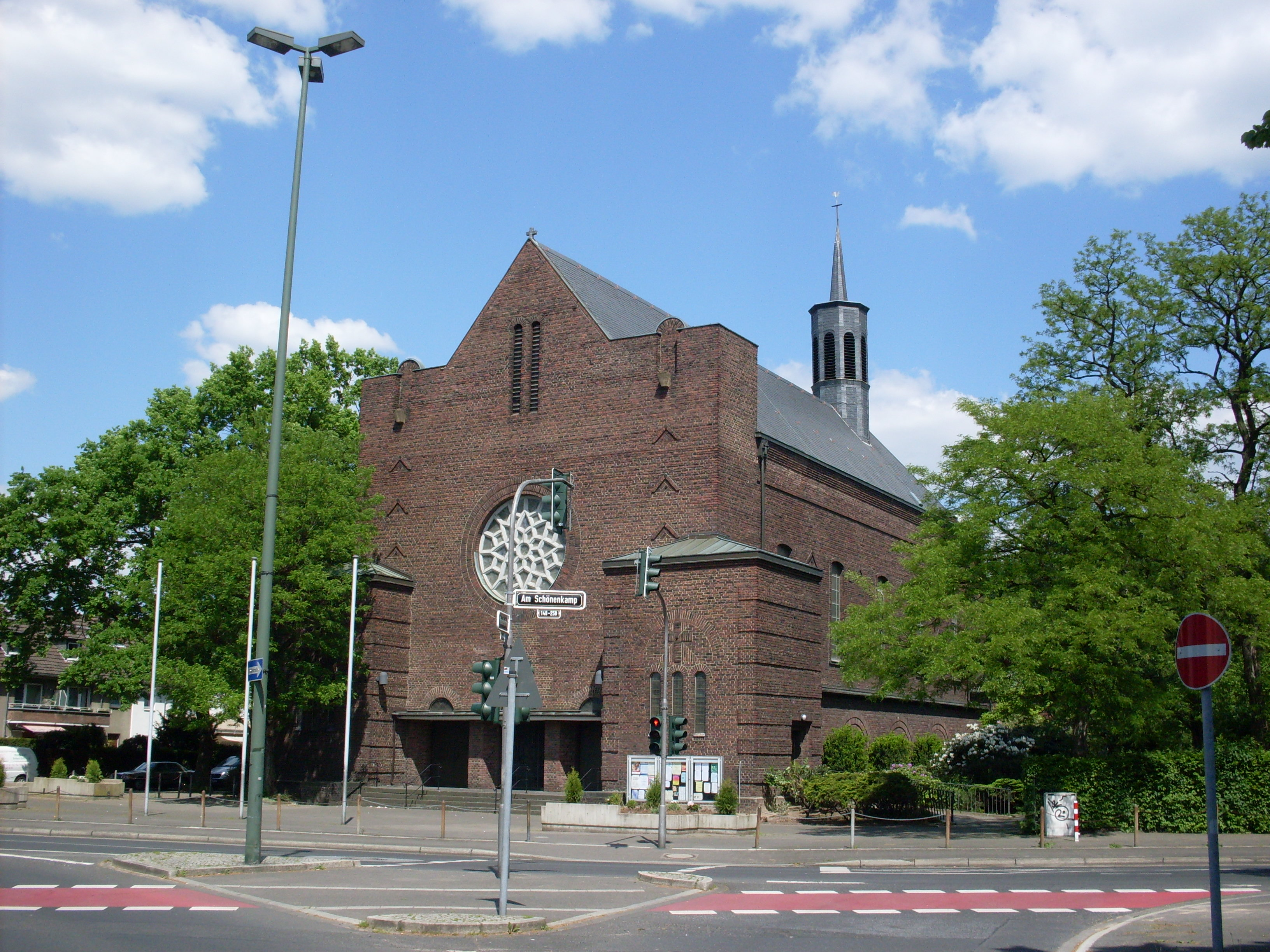
St.-Antonius-Kirche

Die Kirche St. Antonius ist ein römisch-katholisches Kirchengebäude in Düsseldorf-Hassels. Sie ist neben St. Elisabeth in Düsseldorf-Reisholz eine der Kirchen der Katholischen Kirchengemeinde St. Antonius und Elisabeth im Stadtdekanat Düsseldorf des Erzbistums Köln.

## Geschichte
Eine erste Kapelle am Ort der heutigen Antoniuskirche gab es seit den 1660er-Jahren, seit 1918 auch eine Notkirche. Der Bau der heutigen Antoniuskirche durch den Architekten Hermann Schagen wurde 1927 durchgeführt: am 3. Juli war Grundsteinlegung und am 13. November konnte schon die erste Heilige Messe gefeiert werden. Der ursprünglich geplante Portalturm wurde nicht ausgeführt, stattdessen fungiert ein Dachreiter als Glockenträger.

## Beschreibung

### Außen
Das Kirchengebäude im Stil der Neuen Sachlichkeit aus außen unverputzten roten Ziegelsteinen ist streng achsensymmetrisch angelegt. Die äußere Erscheinung folgt einer klaren Geometrie, wie es für die 1920er-Jahre typisch ist. Auch die Rosette über dem Portal entspricht dem Zeitgeist der 1920er.
Im über dem Chorbogen auf dem Dach sitzenden achteckigen Dachreiter hängen zwei Glocken:
- eine Bronzeglocke der Glockengießerei Ulrich aus Apolda aus dem Jahre 1928 mit einem Durchmesser von 612 mm und 140 kg Gewicht; der Schlagton ist e″.
- eine Stahlglocke des Bochumer Vereins aus dem Jahre 1955, die nach Papst Pius X. Piusglocke heißt. Sie hat einen Durchmesser von 870 mm und wiegt 250 kg; der Schlagton ist h′.

### Innen
Der Innenraum spielt auf barocke Formen an. Die Decke ist gewölbt, die Fenster haben einen leicht gebogenen oberen Abschluss, sie sind mit Stichkappen überwölbt. Seitlich der Fenster sind Säulen angedeutet, Bögen unter den Fenstern spielen auf scheinbare Seitenschiffe an und lassen die Fenster als Obergadenfenster erscheinen, obwohl es sich um eine einschiffige Saalkirche handelt.

#### Fenster
Bemerkenswert sind insbesondere die 1939 von Wilhelm Schmitz-Steinkrüger geschaffenen acht Kirchenfenster für das Kirchenschiff, die erst 1949 eingesetzt wurden. Sie nehmen klar auf die christliche Tradition einschließlich einer alttestamentlich-jüdischen Symbolik Bezug und beruhen in sieben Fällen auf den so genannten O-Antiphonen, sieben alttestamentarische Anrufungen des künftigen Messias verbunden mit der Bitte um ein Kommen, zum Beispiel: „O Völkerkönig, du Sehnsucht der Heiden, du Eckstein, der alle Völker vereint, komm bringe Heil dem Menschen, den du aus Erde gebildet“. Dies war unter den Bedingungen der NS-Herrschaft außergewöhnlich. Das achte Fenster ist thematisch ein Marienfenster.
1963 hat Schmitz-Steinkrüger auch die schmäleren Fenster im eingezogenen Chor zum Thema „Manna in der Wüste“ in abstrakten Formen gestaltet. Die Gestaltung der Rosette über den Portalen der Südwestfassade stammt von Gerhard Wind aus dem Jahr 1988.

#### Orgel
Die Orgel wurde 1990 von dem Orgelbauer Weibms (Hellenthal) erbaut und 2007 erweitert. Das Schleifladen-Instrument hat 27 Register auf drei Manualen und Pedal. Die Spieltrakturen sind mechanisch, die Pedaltrakturen und die Registertrakturen sind elektrisch.
| II Hauptwerk C–g3 |        |
| Bordun            | 16′    |
| Principal         | 8′     |
| Metallgedeckt     | 8′     |
| Octave            | 4′     |
| Rohrflöte         | 4′     |
| Nasard            | 2 ⁄3′  |
| Superoktave       | 2′     |
| Terz              | 1 3⁄5′ |
| Mixtur IV         | 1 ⁄3′  |
| Trompete          | 8′     |
| Tremulant         |        |

| III Schwellwerk C–g3 |       |
| Hohlflöte            | 8′    |
| Salicional           | 8′    |
| Schwebung            | 8′    |
| Oktavflöte           | 4′    |
| Oktavin              | 2′    |
| Larigot              | 1 ⁄3′ |
| Scharf IV            | 1′    |
| Basson               | 16′   |
| Hautbois             | 8′    |
| Clairon              | 4′    |
| Tremulant            |       |

| Pedalwerk C–f3 |     |
| Subbass        | 16′ |
| Oktavbass      | 8′  |
| Pommer         | 8′  |
| Choralbass     | 4′  |
| Nachthorn      | 2′  |
| Posaune        | 16′ |
| Trompete       | 8′  |

- Koppeln: II/II (Sub- und Superoktavkoppeln), III/III (Sub- und Superoktavkoppeln), II/P (auch als Superoktavkoppel), III/P (auch als Superoktavkoppel),